# Dasyhelea navai
Dasyhelea navai är en tvåvingeart som beskrevs av Xue och Yu 2002. Dasyhelea navai ingår i släktet Dasyhelea och familjen svidknott.
Artens utbredningsområde är Shandong (Kina). Inga underarter finns listade i Catalogue of Life.